# Райън Нюман
Райън Нюман (24 април 1998 г., Манхатън Бийч, Калифорния, САЩ) е американска актриса.

## Биография
Райън прави дебюта си на 7 г. в игралните филми „Zoom“ и „Monster House“. Райън живее в Южна Калифорния с майка си, баща си и по-голямата си сестра.

## На малкия екран
Райън се появява в множество сезони на хитовото шоу на Дисни, „Хана Монтана“ както младата Майли Сайръс, както и в епизоди на „Късмет, Чарли!“.

## Филмография
Филми
| Година | Заглавие на български | Оригинално заглавие | Роля                   | Режисьор | Бележки |
| ------ | --------------------- | ------------------- | ---------------------- | -------- | ------- |
| 2006   | „Къща-чудовище“       | Monster House       | Малкото момиче (voice) |          |         |
| 2006   | „Зуум“                | Zoom                | Синди Колинс           | принцеса |         |
| 2008   | „Ниско обучение“      | Lower Learning      | Карлота                |          |         |

TV
| Година      | Заглавие на български | Оригинално заглавие | Роля          | Режисьор | Бележки |
| ----------- | --------------------- | ------------------- | ------------- | -------- | ------- |
| 2007        | „Хана Монтана“        | Hannah Montana      | младата Майли |          |         |
| 2010        | „Kъсмет Чарли“        | Good Luck Charlie   | Кид           |          |         |
| 2009 – 2011 | „Зик и Лутър“         | Zeke and Luther     | Джинджър      |          |         |